# Gabija
Gabija, Gabeta – litewskie bóstwo opiekuńcze ogniska domowego. Jako Jagaubis kojarzone być może z młodym kowalem, "duchem iskier" i boskimi bliźniętami.